# Christopher Nehring
Christopher Nehring (* 1984) ist ein deutscher Wissenschaftler, Journalist und Publizist. Sein Spezialgebiet sind Desinformation und Sicherheitsjournalismus. Am Lehrstuhl von Sönke Neitzel für Militärgeschichte und Kulturgeschichte der Gewalt der Universität Potsdam lehrt er Geheimdienstgeschichte und Geheimdienststudien. Er gilt als Experte für Desinformation, die Geschichte und Gegenwart von Geheimdiensten, Geheimdienstmorde und Osteuropa.

## Leben
Christopher Nehring studierte Osteuropäische Geschichte, Mittelalterliche und Neuere Geschichte, Politikwissenschaft und Englische Literaturwissenschaft an der Ruprecht-Karls-Universität Heidelberg. 2016 schloss er eine Promotion zum Dr. Phil. an der Philosophischen Fakultät der Ruprecht-Karls-Universität in Heidelberg magna cum laude ab. Bis 2020 war er Wissenschaftlicher Leiter des Deutschen Spionagemuseums in Berlin. Neben wissenschaftlichen Publikationen veröffentlicht er seit 2017 regelmäßig Artikel zu Geheimdienstthemen in der Welt, im Spiegel und in der NZZ. Für die Deutsche Welle arbeitet er als freier Journalist zu Sicherheitsthemen, Bulgarien und Russland. Seit 2021 ist er Gastdozent des Medienprogramms Südosteuropa der Konrad-Adenauer-Stiftung an der Journalistischen Fakultät der Universität Sofia, Bulgarien. Seine Antrittsvorlesung behandelte das Verhältnis zwischen Medien und Geheimdiensten. Er spricht fließend Bulgarisch.

## Werk
Nehring befasste sich zunächst mit der Arbeit der Ost-Geheimdienste im Kalten Krieg, bevor er sich den Geheimdiensten in der Gegenwart zuwandte. Seine Doktorarbeit behandelte die Zusammenarbeit des ostdeutschen Auslandsgeheimdienstes Hauptverwaltung A mit der bulgarischen Staatssicherheit (DS) und dem sowjetischen KGB. Sie wurde 2016 von der Universität Heidelberg und 2019 in überarbeiteter Form vom Bundesbeauftragten für die Stasi-Unterlagen veröffentlicht. 2018 veröffentlichte er eine Biographie über den DDR-Millionär Siegfried Kath. 2018 kommentierte er in der ARD-Talkshow Maybrit Illner den Giftanschlag auf Sergej Skripal. Für das Russland-Portal und zweifachen Grimme-Preisträger Dekoder veröffentlichte er eine Artikelserie zu russischen Geheimdiensten. 2019 veröffentlichte er ein Überblicksbuch zu Geheimdiensten. 2022 erschien ein Buch von ihm über Geheimdienstmorde. Nehring hält regelmäßig Vorträge für wissenschaftliche Einrichtungen, die Konrad-Adenauer-Stiftung und andere Träger der politischen Bildung. 2019 sprach er beim Tag der IT-Sicherheit der IHK NRW und dem Behördentag der Datenschutzbehörden in Nürnberg. 2022 trat er gemeinsam mit dem Roman-Autor Titus Müller beim Stern Crime Day in Hamburg auf.

## Kontroversen
2014 enthüllte er gemeinsam mit Douglas Selvage von der damaligen Stasi-Unterlagenbehörde das ganze Ausmaß der Desinformationskampagne des KGB und des Ministeriums für Staatssicherheit der DDR, die in der Verbreitung der Verschwörungstheorie von einem künstlichen Ursprung des AIDS-Virus bestand („Operation Denver“, oft fälschlich als „Operation Infektion“ bezeichnet). Der Filmemacher Malte Rauch, der 1989 zusammen mit Heimo Claaßen die AIDS-Verschwörungstheorie in einer TV-Dokumentation des WDR verbreitet hatte, klagte gegen die Publikation. 2019 wies der Bundesgerichtshof Rauchs Klage endgültig zurück.
2015 veröffentlichte der damalige Ministerialrat im Bundespräsidialamt, Enrico Brissa, einen Artikel, der den ehemaligen Bundesminister, bayerischen Ministerpräsidenten und CSU-Vorsitzenden Franz Josef Strauß verdächtigte, ein Agent des CIA-Vorläufers OSS gewesen zu sein. Nehring zeigte daraufhin, dass die entsprechenden Informationen Teil einer Desinformationskampagne des sowjetischen Geheimdienstes KGB waren. Brissa beschuldigte ihn daraufhin, „Mutmaßungen und Meinungsäußerungen“ zu verbreiten.
2022 griff der bulgarische Staatspräsident Rumen Radew einen Artikel Nehrings in der Deutschen Welle an, der seine pro-russische Einstellung zum Inhalt hatte. Radew forderte die Deutsche Welle auf, seine Gegendarstellung zu veröffentlichen. Die Deutsche Welle sah nach Prüfung keinen Grund dazu. Noch vor Antwort der Deutschen Welle veröffentlichten dutzende bulgarische Medien Radews Brief, in dem er die Deutsche Welle und Nehring angriff.

## Rezeption
Am Tag der Deutschen Einheit 2018 diskutierte er auf der Geschichtsmeile mit Georg Mascolo über russische Geheimdienste. Für die Bundeszentrale für Politische Bildung schrieb er 2019 eine kurze Geschichte der deutschen Nachrichtendienste. 2020 erklärte er den Giftanschlag auf Alexei Nawalny in Welt TV. Für das MDR trat er in einer TV-Dokumentation über Desinformation und Verschwörungstheorien auf. In einem Podcast der Bundeszentrale für Politische Bildung erklärte er die AIDS-Verschwörung des KGB und ihren Zusammenhang mit aktueller Desinformation. 2021 analysierte er in der Deutschen Welle die Präsenz von Geheimdiensten auf Social Media. Im selben Jahr enthüllte er in der NZZ die Geschichte des bulgarischen Schriftstellers Andrej Guljaschki, der im Auftrag des KGB und des bulgarischen Geheimdienstes einen Spionageroman schrieb, in dem James Bond von einem bulgarischen Agenten getötet wurde. 2022 erschien er als Experte in der ZDF-Dokumentation „Supermacht Geheimdienste“ und der ZDF-Dokumentation „Putin – der gefährliche Despot“. Für den Spiegel schrieb er Artikel über die Verbindungen von Geheimdiensten in die Welt des Showbiz, die Arbeit von Geheimdiensten gegen die Deutsche Welle und die Mordaktionen russischer Geheimdienste.

## Schriften

### Bücher
- Geheimdienstmorde: Wenn Staaten töten – Hintergründe, Motive, Methoden, Randomhouse. München 2022.
- 77 Spionage-Mythen enträtselt, Randomhouse München, 2019.
- Kleine Brüder des KGB. Die Kooperation von DDR-Auslandsaufklärung und bulgarischer Staatssicherheit, hg.: BStU, Berlin, 2019.
- Millionär in der DDR. Die deutsch-deutsche Geschichte des Kunstmillionärs Siegfried Kath, Marburg, 2018.
- Tödliche Flucht. Die bulgarische Grenze, DDR-Flüchtlinge und die Zusammenarbeit von MfS und bulgarischer Staatssicherheit, hg.: BStU, Berlin, 2017.
- Die Zusammenarbeit der HV A mit der bulgarischen Aufklärung. Regionalfilialen des KGB?, Heidelberg, 2016.
- Die Art der Leute sich auszudrücken. Der Korruptionsdiskurs in Bulgarien 1906–1944, Heidelberg, 2016.
- Die AIDS-Verschwörung. Das Ministerium für Staatssicherheit und die AIDS-Desinformationskampagne des KGB, zusammen mit Douglas Selvage, Hg.: BStU, Berlin, 2014.

### Wissenschaftliche Aufsätze
- A special relationship indeed. The KGB, the Bulgarian State Security and active measures. In: Harvard Journal of Cold War Studies. Special Edition, 2022.
- Bulgaria as the Sixteenth Soviet Republic?: Todor Zhivkov's Proposals to Join the USSR. In: Harvard Journal of Cold War Studies. 2022.
- Die Zukunft der deutschen Nachrichtendienste – Nachrichtendienste der Zukunft. In: Journal for Intelligence, Propaganda and Security Studies. JIPSS Band 13, Nr. 1, 2019, S. 98–109.
- mit Fanna Kolarova, Stoyan Raichevsky: Die Grenze der Volksrepublik Bulgarien 1945-1989. Fluchten von DDR-Bürgern in Bulgarien: Das Wichtigste zu Akten, Zahlen, Todesfällen. In: Deutschland Archiv. hg.: Bundeszentrale für Politische Bildung, 7/2020.
- „Operation “Denver”: KGB and Stasi Disinformation regarding AIDS“, zusammen mit  Douglas Selvage, in: Sources and Methods. A blog of the History and Public Policy Program, Woodrow Wilson     Center
- „Nachrichtendienste in Deutschland. 1946-1990“, in: Deutschland Archiv
- „GRU – russischer Militärgeheimdienst“, in: Dekoder  26.10.2018
- „Dossiers als innenpolitische Ressource. Das Erbe der bulgarischen Staatssicherheit     nach 1990“, in: „Welche ‚Wirklichkeit‘ und wessen ‚Wahrheit‘? Die     Hinterlassenschaften der Geheim- und Nachrichtendienste in der Bundesrepublik Deutschland und der DDR“, hg.: Großbölting, Thomas/Kittel  Sabine, Göttingen, 2018, S. 209–233.
- „Die Kooperation des MfS mit der bulgarischen DS“, in: Die Internationale Kooperation des MfS, hg.: Thomas Wegener-Friis/Helmut Müller-Enbergs, Berlin, 2018.
- „Russische (Des-)Informationspolitik. Bruch oder Kontinuität?“, in: Zeitschrift für Außen- und Sicherheitspolitik 4/2017, S. 441–452.
- „Die Wirtschaftsspionage des MfS. Eine Fallstudie zur Bezirksverwaltung Berlin“, in: Gerbergasse 18 3/2017, S. 8–12.
- „Eine etwas andere Rezension: Die Erinnerungen Zweier Stasi-Offiziere im Lichte neuer Archivalien. Rezension zu Bohnsack/Brehmer: Auftrag Irreführung“, in: Journal for Intelligence, Propaganda and Security Studies Vol. 11/Nr. 1 2017, S. 224–228.
- „Gay & Female. Thoughts on Homosexuals and Women in Secret Services“, in: Journal for Intelligence, Propaganda and Security Studies Vol. 11/Nr. 1 2017, S. 126–129.
- „Informationskrieg im Kalten Krieg: “Aktive Maßnahmen” der sozialistischen Aufklärungen gegen den Westen“, in: Totalitarismus und Demokratie. Zeitschrift für Internationale Diktatur- und Freiheitsforschung, 13/2016 Heft 2, S. 157–172.
- „Umbrella or pen? The murder of Georgi Markov. New facts and old questions“, in: Journal for Intelligence History 15/2016, S. 1–11.
- „Spying on enemies – knowing your friends. Zur Geheimdienstkooperation und Aufklärung unter Verbündeten“, in: Aus Politik und Zeitgeschichte 43–45 2016
- „Botschafter Bulgariens in Deutschland 1990-2010: Ein Posten in Stasi-Hand. Fallstudie zur Öffnung der Staatssicherheitsarchive in Bulgarien“, in: Südosteuropa Mitteilungen 57/Nr. 2 2016, S. 64–77.
- „Die Spionage-Residentur der bulgarischen Aufklärung in Deutschland 1952-1970“, in: Journal for Intelligence, Propaganda and Security Studies Vol. 10/Nr. 1 2016, S. 7–23.
- „Die Kooperation der sozialistischen Geheimdienste in den BND-Befragungen Werner Stillers“, in: Journal for Intelligence, Propaganda and Security Studies Vol. 9/Nr. 2 2015, S. 37–50.
- „Ein MdB auf Abwegen. Streng geheime Agententreffs der HV A in Bulgarien“, in: Gerbergasse 18 (Dezember 2015), S. 39–42.
- „Alter Wein in neuen Schläuchen. Wie Franz Josef Strauß zum Agent (gemacht) wurde“, in: Deutschland Archiv 1/2016
- „Von Dossiers, Kommissionen und hochrangigen Agenten – Das Erbe der bulgarischen Staatssicherheit 1989-2015“, in: Halbjahresschrift für Geschichte und Kultur Südosteuropas 4/2015, S. 31–52.
- „Die Verhaftung Till Meyers in Bulgarien 1978. Neue Dokumente aus den bulgarischen Archiven“, in: Vierteljahreshefte für Zeitgeschichte, 3/2015, S. 411–421.
- „Die Zusammenarbeit des MfS mit der Bulgarischen Staatssicherheit“, in: Texte zum Kommunismus, Konrad-Adenauer-Stiftung Bulgarien 2013